# Канадер CL-215
Канадер CL-215 је канадски двомоторни, вишеседи, висококрилни авион потпуно металне конструкције са затвореном кабином, авион амфибија (конструкције летећи чамац) који се користио као против пожарни авион. 

## Пројектовање и развој
Идеја о пројектовању авиона првенствено за сузбијање шумских пожара које је због непроходности веома тешко гасити са тла рођена је 1963. године на Симпозијуму о борби против шумских пожара у Отави Канада. Канадска фирма за производњу авиона Канадер (Canadair) која је имала искуства са производњом хидроавиона Каталина (Consolidated PBY Catalina) па је на бази овог авиона направила пројект авиона амфибије у облику чамца који је могао да пуни резервоаре са водених површина (мора, језера и река) у току лета (без слетања) и на тај начин знатно повећао број дејстава изнад пожаром захваћеног подручја. Прототип овог авиона је први пут полетео 23. октобра 1967. године а практична примена почела јуна месеца 1969. године. Производио се од 1969 до 1990. у канадској фирми Canadair, произведено је укупно 125 ових авиона.

## Технички опис
Авион Канадер CL-215 је двомоторни вишеседни авион-амфибија, слободно носећи висококрилац, металне конструкције  у кога су уграђивани 18-то цилиндрични радијални клипни мотори са ваздушним хлађењем. Намена му је била пре свега против пожарни авион (водени бомбардер) али се користио и као путнички или транспортни авион. Као путничка варијанта имао је путничку кабину са 18 седишта а као карго је могао да понесе преко 3 t терета. Против пожарни авион је био опремљен резервоарима за воду и хемикалије и системом за пуњење резервоара у току лета. Конструкција авиона је била летећи чамац а стајни трап му је био типа трицикл предња нога му се потпуно увлачила у труп авиона а главне ноге у бочне странице трупа.
Труп авиона је монокок конструкција направљена од дуралуминијума како носећа ребра тако и облога (кора) трупа авиона. Попречни пресек трупа је правоугаоног облика.
Погонска група: За погон авиона Канадер CL-215 су коришћена два клипна радијална ваздухом хлађена мотора са осамнаест цилиндара поређана у две звезде по девет цилиндара (дупла звезда) Pratt & Whitey R.2800-83AM снаге 1.566 kW сваки, смештени на горњој површини крила. На вратилу мотора се налазила трокрака Hamilton Standard Hidromatic метална елиса променљивог корака.
Крила авиона су са две рамењаче кутијастог типа. Облик крила је правоугаони а оса крила је управна у односу на труп авиона. Конструкција је метална а облога од алуминијумског лима закивцима причвршћена за носећу конструкцију. Вертикални и хоризонтални стабилизатори као и кормило правца као носећу конструкцију имају конструкцију и облогу од дуралуминијума. Стајни трап је увлачећи типа трицикл.

### Варијанте авиона Канадер
- CL-215-1A10 - оригинални модел авиона CL-215 са клипним моторима Pratt & Whitney R-2800, произведено 125 примерака .
- CL-215-6B11 - варијанта CL-215T: модернизован авион CL-215, код кога су клипни мотори замењени турбоелисним моторима PW123AF, извршена конверзија два авиона.
- CL-215-6B11 - варијанта CL-415: Canadair CL-415, (познат и под називом Bombardier 415) побољшана аеродинамика, опрема, турбоелисни мотори PW123AF, повећана брзина, капацитет резервоара и економичност. То је модел који се још налази у производњи.

## Земље које су користиле авионе Канадер CL-215
| - Канада - Грчка - Италија - Шпанија - Португалија - Тајланд - Француска | - Хрватска - Немачка - Југославија - Турска - САД - Венецуела |

## Оперативно коришћење
У периоду од 1969. до 1990. је произведено 125 ових авиона. Од тог броја два су направљена као путнички авиони намењени за приморски авио саобраћај а сви остали авиони су направљени као против пожарни авиони.
Канадер CL-215 је авион који је у стању узети са водене површине 5.455 литара воде за свега 12 секунда и транспортовати их на место где се треба гасити пожар. Први модел овог авиона је полетео 23. октобра 1967. године, а прва интервенција је била у јуну 1969. године. Покретала су га два клипна радијална мотора Pratt & Whitney R-2800 са 18 цилиндара. Негде су ове авионе звали и "Патак". Брзина којом се кретао док је захватао воду је била око 140-150 km/h. Стаза која му треба за захватање воде је око 1,5 километар. Занимљив је податак да сву количину воде испушта у једној секунди. Авион је имао могућност да узету воду меша са хемикалијама и тако повећава ефикасност у гашењу ватре. Капацитет је од око 75 до 125 захвата и испуштања воде у једном дану у зависности од удаљености пожара од захваталишта са водом. Авиони су се могли пунити водом и на аеродромима уколико су летилишта опремљена одговарајућом инфраструктуром. У том случају број слетања и полетања у току једног дана су знатно мањи.
Ови авиони су продати у преко десет земаља али су се користили у знатно више земаља на бази изнајмљивања и помоћи у ванредним ситуацијама. Због својих летних особина, поузданости, дуговечности и капацитета сматрају се најбољим авионима у својој класи.

### Авион Канадер CL-215 у Југославији
Ратно ваздухопловство ЈНА je пет Kанадера CL-215 набавило 1981. године и они су формирали ватрогасну ескадрилу ЈНА и све до избијања грађанског рата у Хрватској били смештени у бази Земуник крај Задра.
Ови авиони су две деценије успешно гасили пожаре широм Југославије а најчешће су коришћени у току летњих месеци на далматинском приобаљу, коришћени су чак и на Дебелом бријегу 1991. године док су испод њих беснели сукоби на дубровачком ратишту. У том периоду један од ових авиона Рег. број 72201 се срушио 11. јула 1984. године недалеко од Задра, а четири су остала у оперативној употреби.
Колико су били успешни сведочи податак да један од некадашњих југословенских Канадера CL-215 и данас држи светски рекорд у броју бацања "водених бомби" у једном дану. Посада коју су чинили капетан Радован Катанић и копилот Радослав Кујунџић је гасећи велики пожар на острву Хвару 1983, извела чак 225 бацања воде за 24 сата, што је непревазиђен резултат у свету.
Поред коришћења Канадера у гашењу пожара ови авиони су се у Југославији користили и за борбу против инсеката (комараца и шумских штеточина).